# 沱江 (紅河)

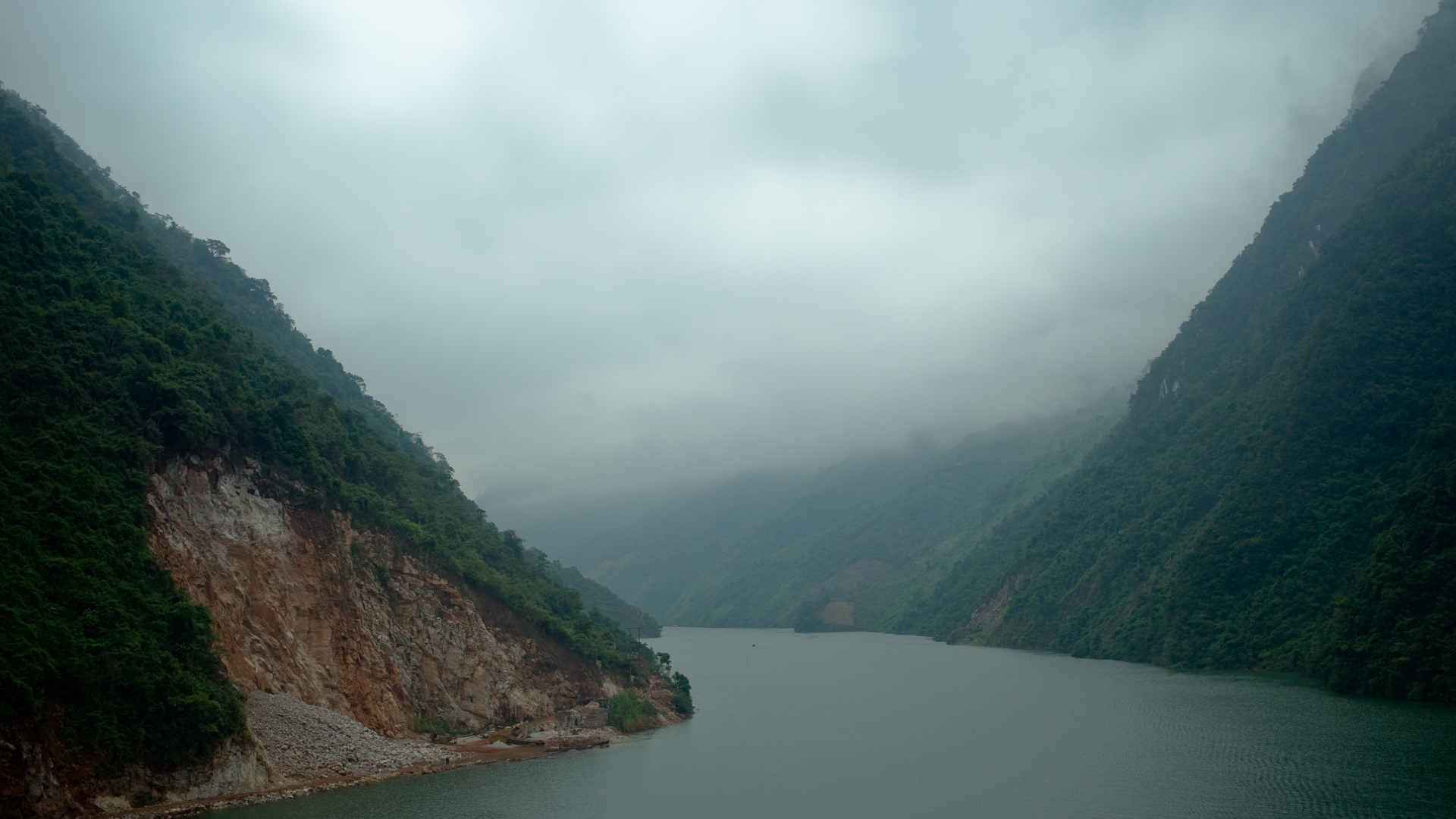
沱江

沱江（越南语：／），越南語意思為黑水河，是越南西北部的一條河流，為紅河右岸最大支流。幹流上游位於中國境內，稱為李仙江，進入越南國境後，流經萊州省、山羅省及和平省，最終於富壽省越池市附近注入紅河。該河下游末段原為富壽省與河內市的界河（2008年以前為富壽省與河西省界河，因河西省併入河內市而變成現況）。
沱江幹流河長910公里，其中427公里位於中國境內，527公里位於越南境內。

## 主要支流
以下由河口至源頭依序列出兩側主要支流：
- 沱江：跨國河流，中游一度為越、中界河，以上為中國河段稱李仙江
  - 南水河
  - 美克河：跨國河流，上游位於寮國境內
  - 南那河－勐拉河：跨國河流，上游中國河段稱勐拉河（藤条江）
    - 藤條河：跨國河流，越、中界河
    - 隔界河：跨國河流，下游為越、中界河，上游位於中國境內
    - 金水河：位於中國境內
    - 老猛河：位於中國境內

  - 南銀河
  - 小黑江：跨國河流，下游為越、中界河
    - 喳嗎河：位於中國境內

  - 楠馬河：跨國河流，下游為越、中界河，上游位於越南境內
    - 塔糯河：跨國河流，下游為越、中界河，上游位於越南境內

  - 土卡河：位於中國境內
  - 馬泥河：位於中國境內
  - 阿墨江：位於中國境內